# Barron William Trump
Barron William Trump (født 20. marts 2006 på Manhattan i New York) er Donald Trumps yngste barn, og hans eneste barn med Melania Trump.

## Uddannelse og opvækst
Han går på Columbia Grammar & Preparatory School på Manhattan i New York. Barron taler flydende engelsk, samt slovensk, som er modersmålet for Barron Trumps mor, Melania Trump. I løbet af sin tidlige barndom har Barron optrådt flere gange på tv, herunder i The Apprentice og The Oprah Winfrey Show.
Barron ville ikke flytte til Det Hvide Hus, men blev boende i Trump Tower med sin mor, indtil udgangen af skoleåret 2016-17. Barron Trump er den første skolesøgende amerikanske præsidentsøn efter 2. verdenskrig. Han flyttede til  Washington i juni 2017, vil han blive den første præsidentsøn, der bor i Det Hvide Hus, siden Steve Ford og hans ældre brødre boede (periodisk) i Det Hvide Hus, mens deres far Gerald Ford var præsident (1974-1977). Begge tidligere præsident Obamas døtre, Malia Obama and Sasha Obama, boede i Det Hvide Hus, mens de gik i skole.
Barron dyrker en del sport, og har, ifølge sin mor, et ganske naturligt anlæg for de sportslige aktiviteter. Han spiller bl.a. golf, gerne sammen med sin far, basketball og tennis, og har også en stor passion for fodbold.

## Deltagelse i farens præsidentvalgskampagne
Da hans far d. 15. juni 2015 i Trump Tower offentliggjorde sit kandidatur som republikansk præsidentkandidat var Barron Trump samt alle hans søskende med ved begivenheden. Efterfølgende optrådte han dog kun ved enkelte lejligheder i løbet af sin fars præsidentkampagne op til valget i 2016, hvortil Melania Trump har sagt at hun har ønsket at holde ham ude af rampelyset. Han optrådte kun tre gange på hans fars offentlige kampagneturé, nemlig i South Carolina, ved Donald Trumps takketale på det republikanske partikonvent og ved Donald Trumps sejrstale på valgaftenen. Mens han var fraværende fra begivenheder før indsættelsen, var han med ved sin fars indsættelsesceremoni den 20. januar 2017, og nogle af de efterfølgende begivenheder.
Faren, Donald Trump, har i øvrigt ikke undladt i nogle af sine offentlige taler at fortælle små detaljer om sin yngste søn, som f.eks. dennes evne til at omgå det kodeord, som forældrene havde på deres computer.

### Inddragelse i kritik af faderen
Barron Trump er ved flere lejligheder blevet inddraget i kritikken af Donald Trump. Katie Rich fra Saturday Night Live blev i forbindelse med indsættelsen af Donald Trump som præsident kritiseret for at spøge med, at Barron Trump ville begå et skoleskyderi. Katie Rich blev efterfølgende suspenderet på ubestemt tid fra TV-programmet. Komikeren Rosie O'Donnell påstod efter præsidentvalget i 2016, at Barron Trump udviste tegn på autisme. O'Donnell forsvarede først påstanden i nogle dage, men undskyldte senere udsagnet.